# پیش‌یابی
پیش‌یابی یا پیش‌کشف (انگلیسی: Precovery) در اخترشناسی، (مخفف بازیابی پیش از کشف)
به فرایند یافتن تصویر یک جسم آسمانی در تصویرها یا صفحات عکاسی پیش از کشف آن، معمولاً به منظور محاسبهٔ مدار دقیق‌تر آن گفته می‌شود. این روند بیشتر در مورد سیاره‌های کوچک اتفاق می‌افتد، اما گاهی یک دنباله‌دار، یک سیاره کوتوله، یک ماهوارهٔ طبیعی (قمر)، یا یک ستاره در نگاره‌های بایگانی شدهٔ قدیمی یافت می‌شود. حتی مشاهدات پیش از کشف سیاره فراخورشیدی نیز به دست آمده است. «پیشگیری» به تصویری اشاره دارد که قبل از کشف یک جسم آسمانی از آن گرفته‌شده باشد. «بازیابی» به تصویربرداری از جسمی اشاره دارد که از دید ما گم شده است (در پشت خورشید)، اما اکنون دوباره قابل مشاهده است (سیارک گم‌شده و دنباله‌دار گم‌شده را نیز ببینید).
تعیین مدار مستلزم اندازه‌گیری موقعیت یک جسم در موارد متعدد است. هر چه فاصله بین مشاهدات طولانی‌تر باشد، می‌توان مدار را با دقت بیشتری محاسبه کرد. با این حال، برای یک جسم تازه کشف شده، تنها چند روز یا چند هفته موقعیت‌های اندازه‌گیری شده ممکن است در دسترس باشد، که این فقط برای یک محاسبهٔ اولیه (غیر دقیق) مدار آن جسم کافی است.
هنگامی که یک جسم مورد توجه ویژه‌ای قرار می‌گیرد (مانند سیارک‌هایی که احتمال برخورد با زمین را دارند)، پژوهشگران جستجو برای تصویرهای پیش از کشف را آغاز می‌کنند. با استفاده از محاسبات اولیه مدار برای پیش‌بینی جایی که شی ممکن است در نگاره‌های آرشیوی قدیمی ظاهر شده باشد، آن نگاره‌ها (که گاهی چند دهه قدمت دارند) جستجو می‌شوند تا ببینند آیا واقعاً قبلاً از آن جسم عکس‌برداری شده است یا نه. اگر چنین است، یک قوس مشاهدهٔ بسیار طولانی‌تر می‌تواند محاسبات مداری بسیار دقیق‌تری را امکان‌پذیر کند.